# Paul Schmitt 7
Le Paul Schmitt 7 était un bombardier léger biplan de la Première Guerre mondiale, des ateliers de constructions mécaniques et aéronautiques Paul Schmitt.
Créé en 1915 il fut accepté par l'armée en février 1917, mais était dépassé et servit principalement pour des missions de bombardement nocturne. 
Cent-cinquante exemplaires furent produits. 